# Sloanea archboldiana
Sloanea archboldiana är en tvåhjärtbladig växtart som beskrevs av Albert Charles Smith. Sloanea archboldiana ingår i släktet Sloanea och familjen Elaeocarpaceae. Inga underarter finns listade i Catalogue of Life.